# Bitmex

Logo

BitMEX ist eine Handelsplattform, auf der Benutzer mit Bitcoins bestimmte Derivate handeln können. Sie gehört mit einem durchschnittlichen 24 Stunden Volumen von 3 Milliarden Euro zu den einflussreichsten Börsen des Bitcoin Future Markts. Bitmex wird von HDR Global Trading Limited betrieben, welche auf den Seychellen registriert ist und Niederlassungen weltweit hat.

## Geschichte
BitMEX wurde 2014 von Arthur Hayes, Ben Delo und Samuel Reed mit Unterstützung von Familie und Freunden gegründet. Delo ist der erste Brite, der sein Vermögen als Dollar-Milliardär durch den Handel mit Bitcoin gemacht hat, und zugleich der jüngste Selfmade-Milliardär der Nation.
Im Juli 2019 publizierte Nouriel Roubini, ein Kritiker der Kryptowährungen, dass die Börse an illegalen Aktivitäten beteiligt sei, wodurch Händler zu viel Risiko eingehen und gegen Kunden handeln könnten. Zwei Tage später wurde von Bloomberg berichtet, dass die Commodity Futures Trading Commission (CFTC) BitMEX dahin gehend untersuchte, ob sie gegen Regeln verstießen, indem sie den Amerikanern erlaubten, auf der Plattform zu handeln.